# Derineia
Derineia (em grego:  Δερύνεια) é uma cidade localizada no distrito de Famagusta, Chipre. Com população de 5,758 habitantes pelo censo de 2011.